# Limnoria pfefferi
Limnoria pfefferi là một loài chân đều trong họ Limnoriidae. Loài này được Stebbing miêu tả khoa học năm 1904.